# Lilia Herrmann
Lilia Herrmann (* 2001) ist eine deutsche Filmschauspielerin. 

## Leben
Ihre erste Hauptrolle spielte Lilia Herrmann im Kurzfilm Ruby, der 2017 den Deutschen Jugendfilmpreis gewann.
Im Jahr 2020 war Herrmann in der Kategorie „Bester Schauspielnachwuchs“ für den Max-Ophüls-Preis nominiert. Die Jury lobte in ihrer Laudatio „Ausdrucksstärke, Tiefe und Natürlichkeit“ der Schauspielerin in ihrer Rolle in ihrem Langfilmdebüt Nothing more perfect.
Seit 2022 studiert sie an der Filmuniversität Babelsberg Konrad Wolf.

## Filmographie
- 2016: Ruby (Kurzfilm)
- 2020: Nothing more perfect
- 2021: Laim: Laim und das Hasenherz
- 2022: Die Mittagsfrau
- 2022: Die Chefin: Das Recht zu sterben (Fernsehserie)
- 2023: Am Ende – Die Macht der Kränkung (Fernsehserie)
- 2025: SOKO Köln: Ins Abseits gelaufen (Fernsehserie)